# Ruisseau du Cra do Ru
Der Ruisseau du Cra do Ru ist ein etwa einen Kilometer langer Bach bei Châbles im Kanton Freiburg und ein Zufluss des Neuenburgersees und auch der Zihl. Er gehört damit zum Einzugsgebiet des Rheins.

## Name
Der Gewässername Ruisseau du Cra do Ru ist aus dem französischen Wort ruisseau für deutsch «Bach» und dem Flurnamen Cra do Ru zusammengesetzt. Letzterer enthält die frankoprovenzalischen Dialektwörter cra für «steiler Geländeeinschnitt», do für «von» und ru für «Bach». Der Name Cra do Ru ist ein Relikt der ehemaligen frankoprovenzalischen Umgangssprache, die in ländlichen Gebieten der Westschweiz erst im frühen 20. Jahrhundert ganz vom Französischen verdrängt wurde.
Cra ist eine Mundartvariante des Wortes creux für «Loch» oder «Graben» und kommt wie dieses als Flurname im frankoprovenzalischen Sprachbereich vor; ein besonders gut bekanntes Beispiel in der Westschweiz ist das Naturschutzgebiet Creux du Van im Jura. Eine ähnliche halbrunde Felsformation wie dort, jedoch sehr viel kleiner, ist die auffälligste Stelle am Bachlauf des Ruisseau du Cra do Ru.
Der mit dem grossen Anfangsbuchstaben geschriebene Namenteil Ru ist ein Siedlungsname und bezieht sich wohl auf das Dorfquartier von Châbles mit dem heutigen Namen Le Rio, wo die Quelle des Baches liegt. Rio seinerseits ist eine Variante des Dialektworts ru. Der Flurname Cra do Ru bedeutet also «Felstobel von Ru» (oder heute «Felstobel von Rio») und beschreibt die Topographie mit dem steil zum See hinunter führenden Bacheinschnitt. Der ganze Gewässername kann daher wörtlich als «Bach des Felstobels von Rio» oder frei als «Riotobelbach» übersetzt werden.

## Geographie

### Verlauf
Das Quellgebiet des Ruisseau du Cra do Ru befindet sich am Nordrand des Dorfes Châbles beim Quartier Le Rio. Der Bach fliesst zwischen dem Chemin du Bourg Neuf und der Route des Fous in einem bewaldeten Bachgraben gegen Nordosten. Nach etwa 400 Metern ist er unter dem Damm der Hauptstrasse 152 eingedolt. Danach führt seine Fliessrichtung gegen Nordwesten. Der Bach überwindet eine Felswand über dem südöstlichen Ufer des Neuenburgersees; er hat aus dem Molassegestein eine weite Mulde erodiert, die Cra do Ru genannt wird. Unterhalb des Steilhangs erreicht der Bach die flache Uferregion neben dem See, die bei der Ersten Juragewässerkorrektion trockengelegt wurde. Am Fuss des Berges ist die Ebene bis zu der westlich davon vorbeiführenden Bahnlinie Yverdon-Payerne bewaldet. Der Ruisseau du Cra do Ru wird von einem Waldweg, dem Chemin des Grèves, überquert und verliert sich wenig später im Boden des Feuchtgebiets, ohne direkt in die offene Seefläche zu münden. Die Landschaftsbezeichnung la grève (von spätlateinisch grava für «Kies») bezeichnet flache Uferstreifen im periodisch vom See überfluteten Bereich.

### Einzugsgebiet
Das 78 ha grosse Einzugsgebiet des Ruisseau du Cra do Ru liegt im Schweizer Mittelland und wird durch ihn über den Zihlkanal, die Aare und den Rhein zur Nordsee entwässert.
Es grenzt
- im Osten an das Einzugsgebiet des Ruisseau de Coppet, der in den Neuenburgersee mündet;
- im Südosten an das des Ruisseau du Chevrefu, der über den Ruisseau de Crêt Moron und den Ru des Vua ebenfalls in den Neuenburgersee mündet und
- im Südwesten an das des Neuenburgersee-Zuflusses Ruisseau du Rochaudon.

Das Einzugsgebiet besteht zu 12,2 % aus Bestockter Fläche, zu 65,9 % aus Landwirtschaftsfläche, zu 15,7 % aus Siedlungsfläche und zu 6,2 % unproduktiven Flächen.
Die Flächenverteilung
Die mittlere Höhe des Einzugsgebietes beträgt 561,1 m ü. M.

## Schutzgebiete
Der Unterlauf des Baches mit Einschluss des Felsenkessels Cra do Ru befindet sich im Naturschutzgebiet Les Grèves de Cheyres et Font, einem Amphibienlaichgebiet von nationaler Bedeutung, sowie übergeordnet im Landschaftsschutzgebiet Grande Cariçaie, das im Bundesinventar der Landschaften und Naturdenkmäler von nationaler Bedeutung verzeichnet ist und ein Schutzgebiet im Sinne der Ramsar-Konvention bildet.